# Церква святого Миколи (Охлопів)
Церква святого Миколи — чинна мурована церква в селі Охлопів, Луцький район, Волинська область, пам'ятка архітектури національного значення (охоронний №105). Вважається найдавнішим прикладом точного перенесення плановопросторової структури дерев'яної церкви в муровану, що становило важливу тенденцію розвитку церковного будівництва на українському ґрунті.
Церква є однією з найдавніших пам'яток архітектури Волині. Парафія належить до Горохівського благочиння Волинської єпархії ПЦУ.

## Історія
Про давню історію села Охлопів мало що відомо. Достовірно невідомий час закладення парафії в селі. Фундатором мурованої церкви було подружжя Павла Гулевича-Воютинського і Пелагії з Облочимських згідно пам'ятної мармурової таблиці, що розміщена понад кліросом на південній стіні нефу. 

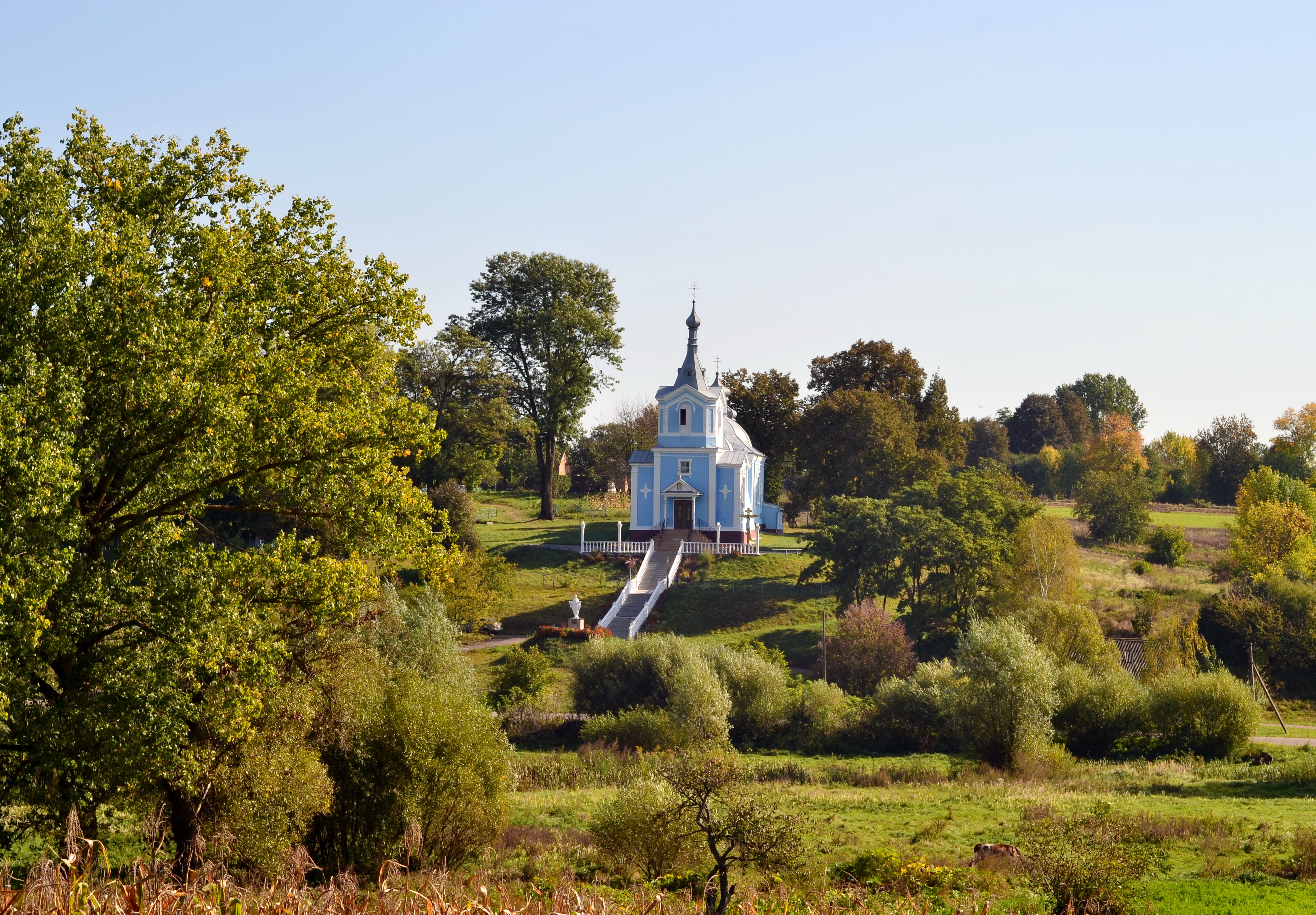

Відомо, що брат Павла Семеон Гулевич-Воютинський був єпископом самбірським і перемишльським, заклав монастир у Білостоці, був одним із засновників Луцького православного братства (1617—1619). Семен і Павло Гулевичі Воютинські підписали листа 1 вересня 1632 проти кандидатури Йосифа Баковецького на Володимирську катедру єпископа. Родина Гулевичів до кінця 1630-х років доволі активно підтримувала православні церкви, храми. Найвідомішою представницею була Галшка Гулевичівна — фундаторка Київської братської школи.
Очевидно, що будівництво мурованої церкви Святого Миколи було актом на підтримку православного духовенства Волині, де муровані церкви були поодинокими явищами. При будівництві церкви на пагорбі на краю села, напевно, було повторено обриси давнішого дерев'яного храму. З історії церкви до кінця XVII ст. збереглось обмаль даних. У 1702 вона з рештою церков Луцько-Острозької єпархії перейшла до Київської митрополії УГКЦ. До кінця століття її декілька разів ремонтували без внесення змін у зовнішній вигляд. Після Третього поділу Речі Посполитої Волинь опинилась у складі Російської імперії і церкву 1799 приписали до Волинської єпархії. На 1833 її будівлю визнали міцною. Дахи були криті ґонтом. На 1844 будівля храму не потребувала ремонту на відміну від вільностоячої дерев'яної дзвіниці, чий стан викликав багато застережень. Великий ремонт 1869 не вплинув на вигляд церкви і дзвіниці. Та в Російській імперії настав період перебудови всіх храмів по єдиному зразку «истинной» церковної архітектури. За одним з таких зразків провели реконструкцію церкви, добудувавши 1893—1895 спереду перед бабинцем за невеликим переходом стандартну дзвіницю шатрового стилю згідно затвердженого Синодом взірця. Ця перебудова істотно змінила сприйняття храму, хоча мало затронула його давню частину.
Після 1919 Волинь потрапила до складу Польщі. Нова зміна у вигляді церкви настала 1925, коли при відновленні церкви ґонтові дахи замінили бляшаними. Під час Другої світової війни село було спалено під час каральних операцій окупантів — 1941, 1943, 1944 роках, бо за легендою біля Охлопова виникли перші загони УПА. За пізнішою легендою наприкінці 1980-х років підняли перший на Волині синьо-жовтий прапор.
В УРСР церква обстежувалась у 1949 і 1961 роках та була взята на облік як пам'ятка архітектури. Церкву закрили 1959 і 4 жовтня 1962 Волинський обком КПУ направив листа до ЦК КПУ з пропозицією зняти церкву з реєстру пам'яток. Тоді у випадку прийняття пропозиції церкву розібрали б, а старовинну цеглу використали при будівництві ферми чи чогось схожого. Церкву повернули віруючим 1989 року.

## Архітектура
Тридільна триверха церква орієнтована за віссю захід-схід. Центральний майже кубічний об'єм нефу перекритий восьмибічним зімкнутим склепінням, встановленим безпосередньо на стінах нефу без підпружних арок через вітрила. Зовні склепіння покрите низькою восьмибічною банею із сліпим ліхтарем і маківкою. Схожа схема використана в склепіннях і банях бабинця і пресбітерію з півкруглою апсидою, закладених майже на квадратних планах. До пресбітерію з двох сторін у ХІХ ст. були добудовані невеликі ризниці. Бабинець зовні посилено двома контрфорсами. Збудований поміж бабинцем і дзвіницею перехід (шия) в основному повторює скромний декор стін церкви з профільованими підвіконними карнизами, трикутними сандриками. Дзвіниця квадратна на рівні першого ярусу, восьмигранна на рівні другого та перекрита восьмигранним шатром.
У церкві встановлено п'ятиярусний іконостас XVII ст. з невисоким рельєфом різьблення, що нагадує ренесансну білокам'яну різьбу Львова. Колонки діляться на дві частини (нижня 1/3 висоти). Верхню частину декоровано виноградною лозою, нижню картушами з розетами. В іконостасі міститься чутотворна ікона Божої Матері

## Світлини

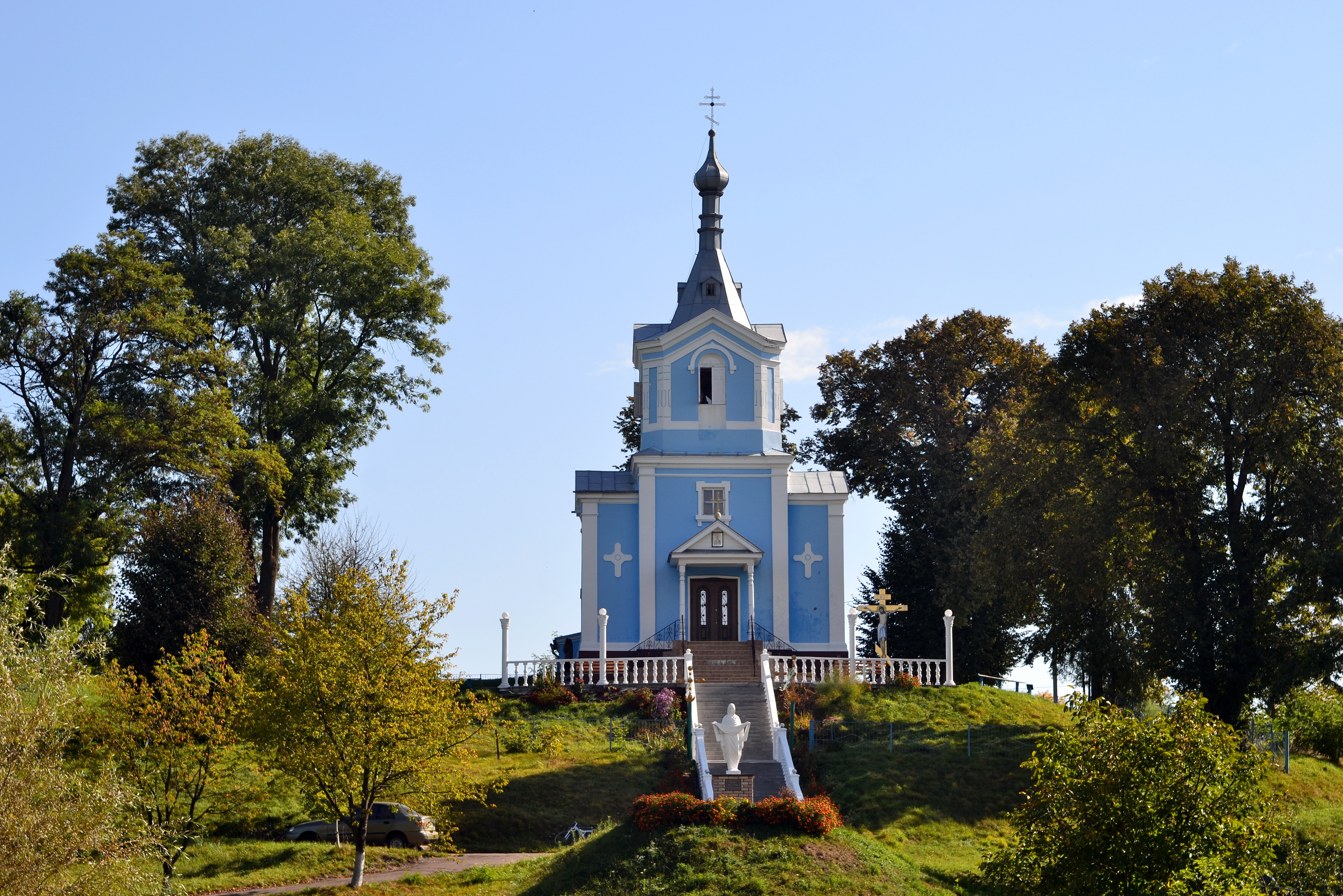
Вигляд із заходу з дороги
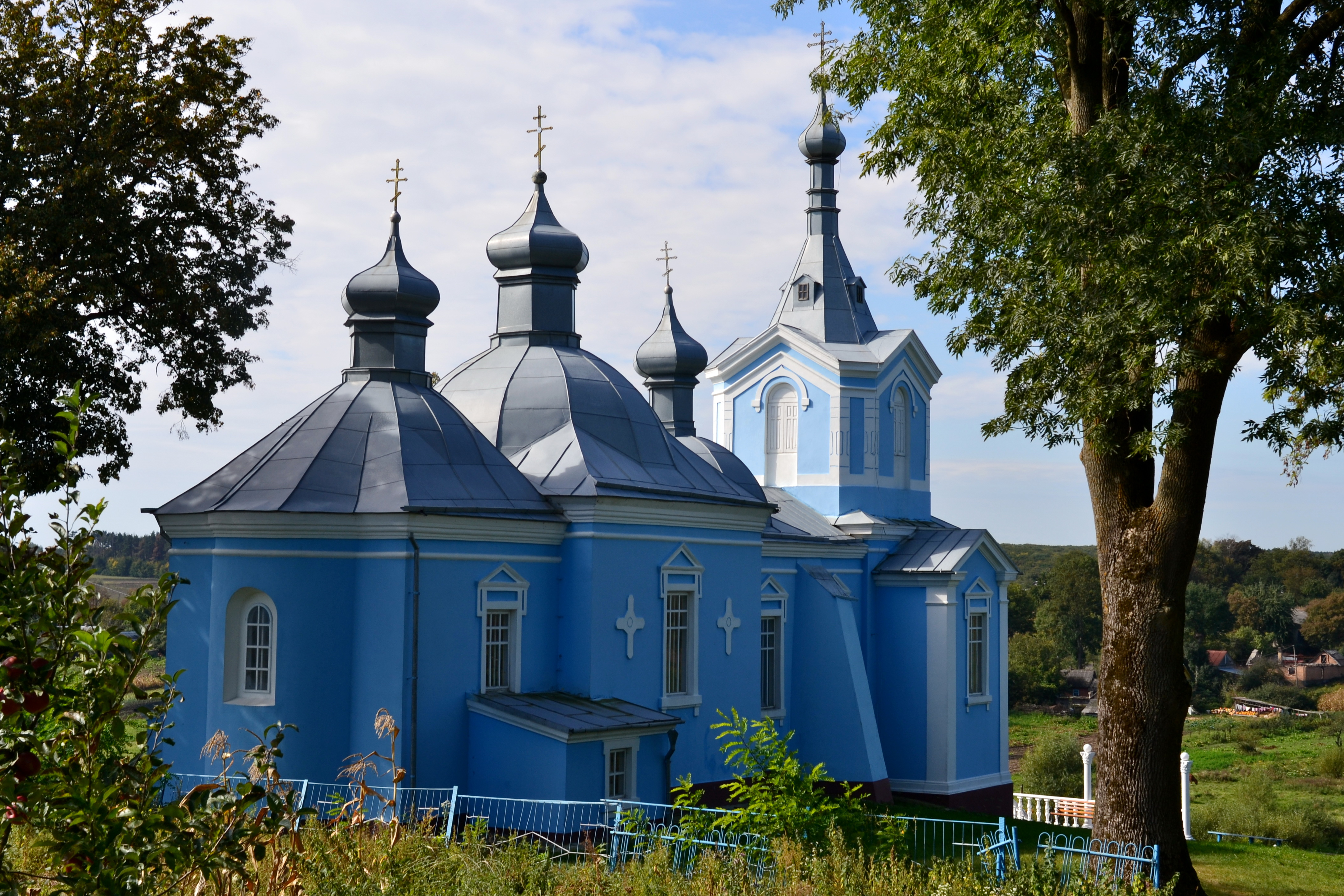
Вигляд з північного сходу
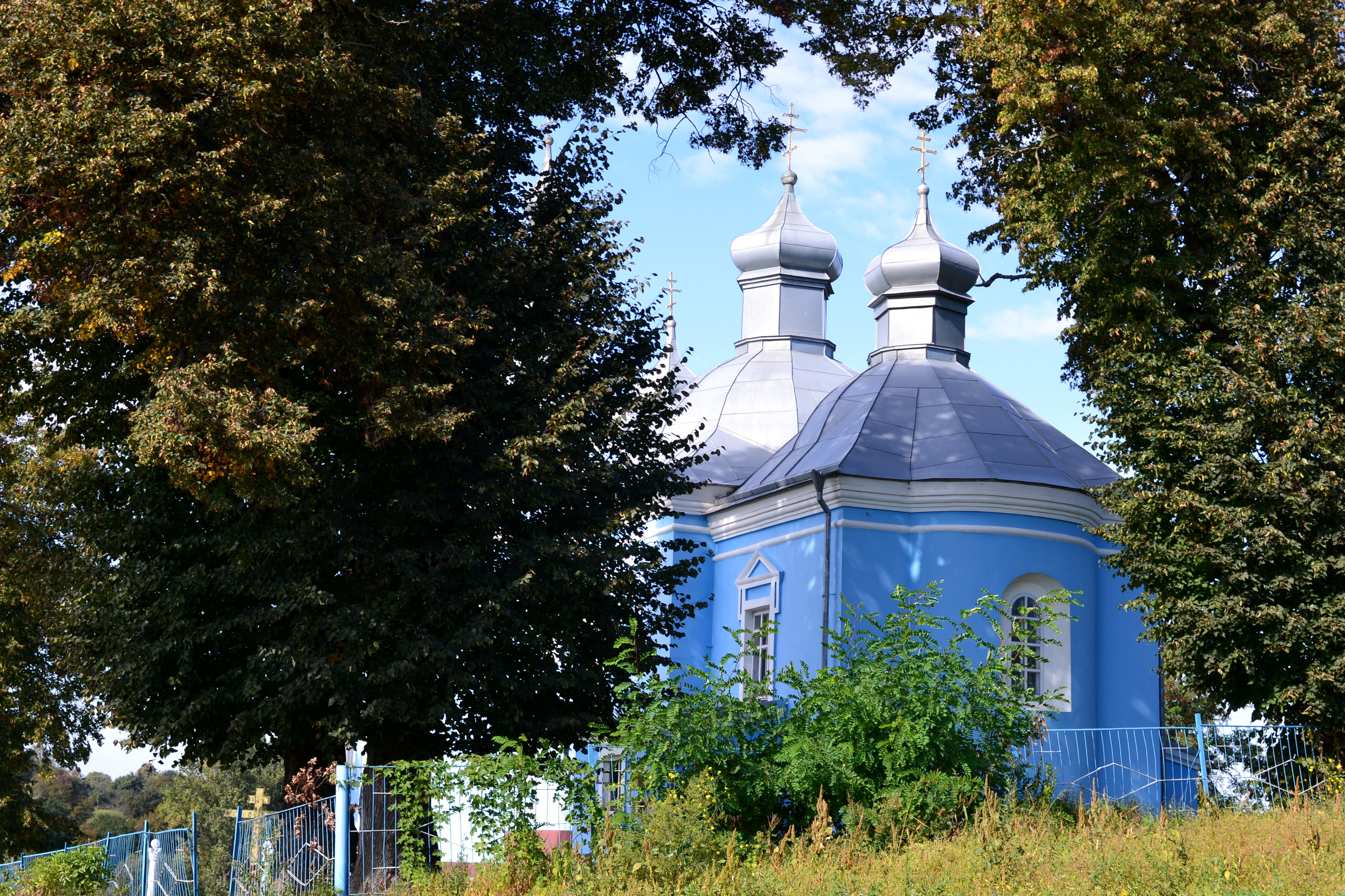
Вигляд з півночі
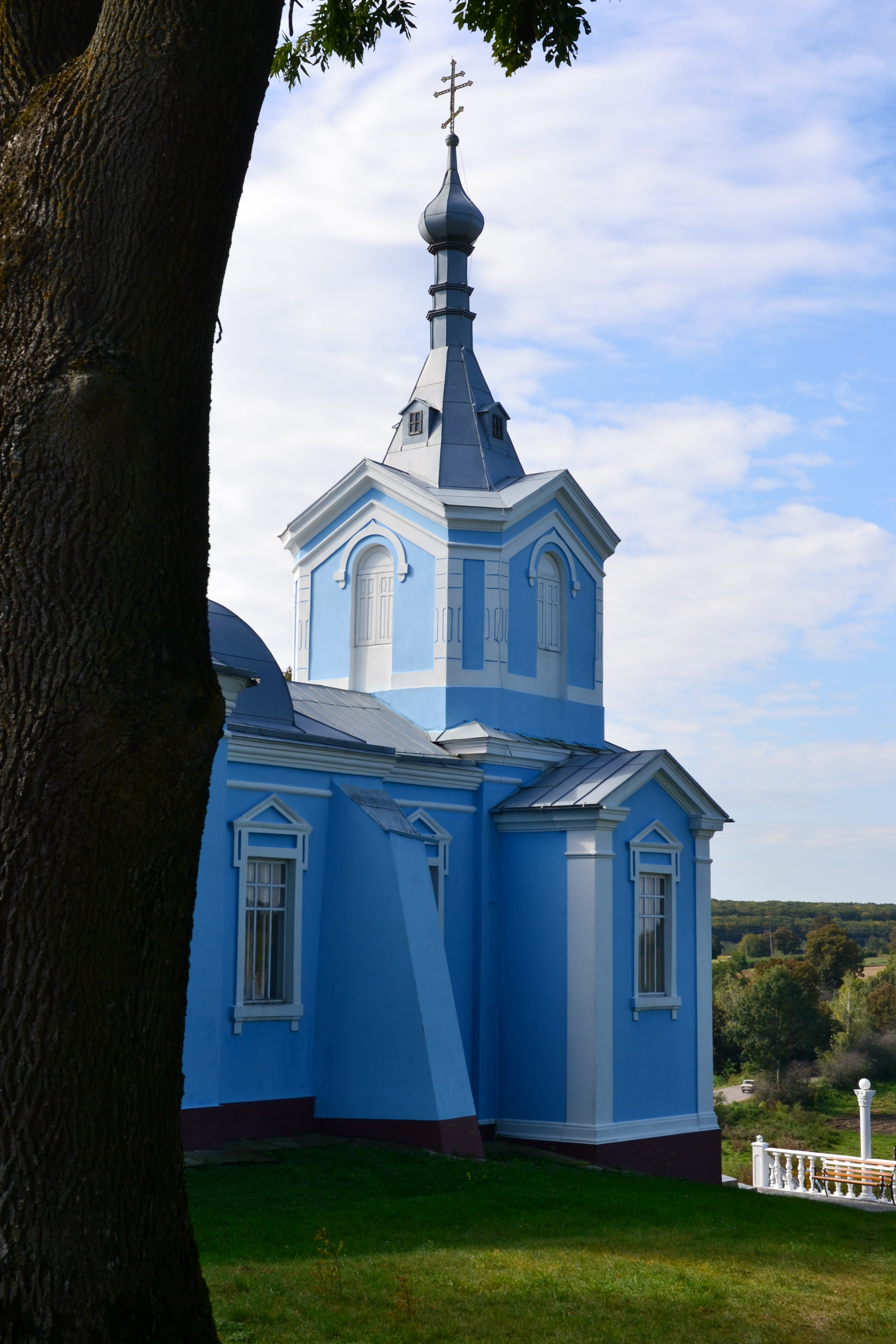
Дзвіниця